# 별정직공무원
별정직 공무원은 특수 경력직 공무원의 한 가지로 국회 수석 전문 위원, 감사원 사무차장 및 서울특별시·광역시·도(道)의 선거 관리 위원회 상임 위원, 국가 안전 기획부 기획 조정실장, 각급 노동 위원회 상임 위원, 해난 심판원(海難審判院)의 원장 및 심판관, 비서관·비서, 기타 법령이 별정직으로 지정하는 공무원이 이에 속한다.